# Pascal Rabaté
Pascal Rabaté   (Tours, 13 d'agost de 1961) és un autor de còmic, guionista i director.

## Biografia
Pascal Rabaté va néixer el 1961 a Tours, va estudiar gravat a l’Escola de Belles Arts d’Angers. S'inicia en el còmic com a dibuixant el 1989 a l'obra Chrétiens dans le Diocèse de Saint-Etienne de l'editorial Fleurus, aquell any va publicar els seus primers àlbums amb Éditions Futuropolis; Exodus, Les Amants de Lucie i Vacances, vacances el 1990.
Amb l'adaptació de la novel·la Ibicus, d’Aleksei Tolstoi, per a Vents d'Ouest, en quatre volums que es varen publicar entre el 1998 i el 2001 va rebre el premi l’Alph’Art al millor àlbum d’Angoulême i el premi dels llibreters de Canal BD.
El 1990, va publicar À Table, a l'editorial Week-end doux i el gener del 1991 Signé Raoul a Éditions Rackham. La trilogia Les Pieds Dedans a Vents d'Ouest la va publicar entre el 1992 i el 1995.
El 2003 torna a treballar per Futuropolis, amb els àlbums Les petits ruisseaux, (traduït al castellà amb el títol, Río abajo) i a La Marie en plastique (La Virgen de plástico en castellà) en el guió i amb dibuix de David Prudhomme.
Des de 2008 va iniciar la seva carrera cinematogràfica com a actor a la pel·lícula Louise-Michel, de Kervern i Delépine i el 2010 es va arriscar a dirigir el seu primer treball com a director amb Les Petits Ruisseaux, una adaptació del seu còmic amb el mateix nom.
Com a guionista, Rabaté ha treballat amb dibuixants com Virginie Broquet a Les Yeux dans le Bouillon. André Bibeur Lu a Tartine de Courants d'Air i amb David Prudhomme a Jacques a dit, Le Jeu du Foulard i a La Marie en Plastique.
Pel llibre French, French, Belgian, Belgian, Reader Chéri, My Love, de l'editorial Jungle!, el 2005, hi va fer una contribució gràfica. En aquest llibre els dibuixants de còmics il·lustraven contes breus de l'humorista, Pierre Desproges.
El 2021 va crear l'àlbum, Sous les galets, la plage, publicat en català per l'Editorial Finestres, amb el títol Sota els còdols, la platja.